# 支盈章
支盈章（20世纪—2011年9月3日），香港银行家、投资家。香港前著名基金安寧控股创办人和安寧數碼的前主席。

## 生平
祖籍浙江宁波镇海县。生于上海，曾於上海经营染料业，二战后赴香港清合企业债务，遂落脚香港经营创业。1950年，在香港创办美隆针织厂，是二战后纺织业兴起时香港著名纺织业企业。1966年，创办安宁控股。2013年，高价售予龔如心的華懋集團。曾是香港中華汽車有限公司第二大股东，持有约10%的股份，后增持至15%。2002年，是港闻名的“中巴收購戰”主要参与者。曾是保利香港主要持股人，2007年减持股份。身前热衷教育事业，1988年至1997年，委任香港沙田蘇浙公學校董。2011年9月3日，逝世于香港。妻程蓉如女士，子支聲鐘，香港金融家。